# Ликови плесача
„Ликови плесача” (енгл. The Adventure of the Dancing Men) је једна од 56 приповедака о Шерлоку Холмсу које је написао Артур Конан Дојл и трећа је прича у збирки кратких прича Повратак Шерлока Холмса. Објављена је у америчком часопису Collier's 5. децембра 1903, као и у британском часопису The Strand Magazine истог месеца.
Дојл је ову приповетку сврстао на треће место на својој листи дванаест омиљених прича о Холмсу. Ово је једна од само две кратке приче о Шерлоку Холмсу у којима Холмсов клијент умире након што је тражио његову помоћ. Друга је „Пет семенки наранџе”, део Авантура Шерлока Холмса. Холмсово решење загонетке ликова плесача почива на расуђивању које је веома слично Леграндовом у Поовом „Златном скарабеју”.

## Радња
Прича почиње када Хилтон Кјубит из Норфока посети Шерлока Холмса и да му парче папира са следећим мистериозним низом фигура.
Кјубит објашњава Холмсу и др Вотсону да се недавно оженио Американком по имену Елси Патрик. Пре венчања она је замолила свог будућег мужа да је никада не пита за њену прошлост, јер је имала „веома непријатно друштво” у свом животу, иако је рекла да нема ничега чега се она лично стиди. Њихов брак је био срећан све док нису почеле да стижу поруке, прво послате поштом из Сједињених Држава, а затим су се појавиле у башти.
Поруке су веома уплашиле Елси, али она није објаснила разлоге свог страха, а Кјубит је инсистирао да испоштује своје обећање да неће питати за Елсиин живот у Сједињеним Државама. Холмс испитује све појаве ликова плесача и оне му дају важан траг − схвата да оне формирају тајну поруку и разбија шифру анализом фреквенције. Последња порука чини да се Холмс уплаши да су Кјубитови у непосредној опасности.
Холмс и Вотсон журе у Норфок и проналази Кјубита упуцаног у срце, а његову супругу тешко рањену од метка у главу. Инспектор Мартин из норфошке полиције сматра да је у питању покушај убиства и самоубиства; Елси је главна осумњичена. Али Холмс, након што је приметио неке недоследности у тој теорији, доказује да је кривац заправо трећа особа.
Холмс пише поруку − у виду ликова плесача − и испоручује је човеку који тренутно борави на оближњој фарми. Док чека резултат ове поруке, Холмс објашњава Вотсону и инспектору Мартину како је провалио шифру ликова плесача. Последња порука, која је навела Холмса и Вотсона да пожуре у Норфок, гласила је „ЕЛСИ ПРИПРЕМИ СЕ ДА УПОЗНАШ СВОГ БОГА”.
Човек са фарме, Ејб Слејни, још један Американац, несвестан да је Елси тешко рањена, стиже у Кјубитову кућу и бива ухваћен када је улазио кроз врата. Холмс је послао поруку Слејнију користећи ликове плесача, знајући да ће Слејни поверовати да је порука од Елси. Слејни открива да је био верен за Елси, ћерку криминалног шефа из Чикага за кога Слејни ради, и да је она побегла како би напустила свој стари живот. Слејни је дошао у Енглеску да је врати. Када су Слејни и Елси једне ноћи разговарали кроз прозор, појавио се Кјубит и разменили су се пуцњи; Кјубит је убијен, а Слејни је побегао. Очигледно, Елси се тада упуцала. Слејни је ухапшен и осуђен на вешање, али му је казна смањена на принудни рад јер је откривено да је Кјубит испалио први хитац. Елси се опоравља од повреда и проводи живот помажући сиромашнима и управљајући имањем свог покојног мужа.

## Историја објављивања
Прича је објављена у британском часопису The Strand Magazine у децембру 1903, као и у америчком часопису Collier's 5. децембра исте године. Објављена је са седам илустрација Сиднија Паџета у часопису The Strand Magazine, и са шест илустрација Фредерика Дора Стила у часопису Collier's. Уврштена је у збирку кратких прича Повратак Шерлока Холмса, која је објављена у САД у фебруару 1905. и у Великој Британији у марту исте године.

## Адаптације

### Филм и телевизија
- Еје Норвуд је глумио Холмса у кратком немом филму из 1923. године, адаптираном на основу ове приче.[5]
- Филм из 1943. Шерлок Холмс и тајно оружје, са Бејзилом Ратбоном у улози Холмса, потписан је као адаптација ове приповетке, али једини елемент Дојлове приче који је коришћен је шифра ликова плесача. Радња прати Холмса и професора Моријартија, који се за време Другог светског рата утркују да пронађу делове новог бомбардерског нишана.
- Приповетка је 1968. адаптирана као друга епизода друге сезоне ТВ серије Шерлок Холмс са Питером Кушингом у улози Холмса.[6]
- Прича је 1984. адаптирана као друга епизода ТВ серије Авантуре Шерлока Холмса са Џеремијем Бретом у главној улози. У овој адаптацији, локација Кјубитове куће је премештена из Норфока у Дарбишир.[7]
- Ова приповетка је инспирисала једанаесту епизоду анимиране ТВ серије Шерлок Холмс у 22. веку из 1999. године.
- „Авантура Хенрија Баскервила и пса”, епизода луткарске телевизијске серије Шерлок Холмс, заснована је на роману Баскервилски пас и овој приповеци. Овде, Холмс дешифрује шифру пронађену у школи упоредо са истраживањем стварне фигуре „Чудовишног пса”.
- У телевизијској серији Шерлок:
  - Приповетка је инспирисала другу епизоду прве сезоне, под називом „Слепи банкар”, где су шифре истакнута карактеристика.
  - Сам случај „Ликова плесача” је директно приказан на крају треће и последње епизоде четврте сезоне, под називом „Последњи проблем”, где је приказана идентична шифра „САМ ОВДЕ ЕЈБ СЛЕЈНИ”.
- У филму Batman: Gotham by Gaslight из 2018. године, Брус, док се спрема да побегне из затвора, прокријумчари поруку написану у шифри ликова плесача. Иако садржи грешке, чини се да је то легитимна порука у којој се од Алфреда тражи да припреми његову опрему и транспорт.[8]

### Радио
- Радио-адаптација ове приповетке емитована је као епизода америчке радио-серије Авантуре Шерлока Холмса. Епизоду је адаптирала Едит Мејзер и емитована је 20. априла 1931. са Ричардом Гордоном у улози Холмса и Лијем Ловелом као др Вотсоном.[9] Римејк сценарија емитован је 9. маја 1936. (са Гордоном као Холмсом и Харијем Вестом као Вотсоном).[10]
- Мејзерова је такође адаптирала ову причу као епизоду америчке радио-серије Нове авантуре Шерлока Холмса, са Бејзилом Ратбоном као Холмсом и Најџелом Брусом као Вотсоном, која је емитована 1. децембра 1940. године.[11]
- Мајкл Хардвик је адаптирао причу као радио-адаптацију која је емитована на станици BBC Radio 2 у јуну 1969. као део радио серије  из 1952–1969. у којој су се појавили Карлтон Хобс као Холмс и Норман Шели као Вотсон, заједно са Џоном Бентлијем као Ејбом Слејнијем.[12]
- Приповетка је драматизована за BBC Radio 4 током 1993. године од стране Берта Кулса као део радио-серије из 1989–1998. у којој су глумили Клајв Мерисон као Холмс и Мајкл Вилијамс као Вотсон. Поред њих су се појавили Питер Таденам као инспектор Мартин и Кристофер Гуд као Хилтон Кјубит.[13]
- Прича је адаптирана 2007. као епизода Класичних авантура Шерлока Холмса, серијала у америчкој радио-емисији Imagination Theatre, у којој су глумили Џон Патрик Лоури као Холмс и Лоренс Алберт као Вотсон, са Стивеном Вејтеом као Хилтоном Кјубитом и Френком Бакстоном у улози инспектора Мартина.[14]